# Jakub Wilkoszewski
Jakub Wilkoszewski (ur. ok. 1716, zm. 22 października 1770) – ławnik i rajca kielecki.
Był mężem Anny, następnie zaś Marianny. Miał dziesięcioro dzieci. Wynajmował parterowe pomieszczenia w kieleckim ratuszu za co płacił miastu 140 złotych. W 1749 roku pełnił funkcję ławnika, wchodził w skład komisji do uzdrowienia prawa miejskiego Kielc (utworzonej przez biskupa Andrzeja Stanisława Załuskiego). Siedem lat później (luty 1756 roku) notowany był jako rajca. Występował także w roli świadka na ślubach mieszczan.